# Harumi Kōhara
Harumi Kōhara (jap. 鴻原 春美 Kōhara Harumi, heute 岩城 Iwaki; * 24. Juni 1965 in der Präfektur Osaka) ist eine japanische Badmintonspielerin.

## Karriere
Harumi Kōhara nahm 1992 sowohl im Damendoppel als auch im Dameneinzel an Olympia teil. Sie schaffte es dabei in beiden Disziplinen bis in die zweite Runde und wurde somit 9. im Damendoppel und 17. im Dameneinzel.

## Sportliche Erfolge
| Saison | Veranstaltung     | Disziplin   | Platz | Name                         |
| ------ | ----------------- | ----------- | ----- | ---------------------------- |
| 1989   | Japan Open        | Dameneinzel | 5     | Harumi Kohara                |
| 1989   | French Open       | Dameneinzel | 9     | Harumi Kohara                |
| 1989   | Weltmeisterschaft | Dameneinzel | 17    | Harumi Kohara                |
| 1991   | All England       | Dameneinzel | 9     | Harumi Kohara                |
| 1991   | Weltmeisterschaft | Dameneinzel | 33    | Harumi Kohara                |
| 1992   | Japan Open        | Dameneinzel | 5     | Harumi Kohara                |
| 1992   | Korea Open        | Dameneinzel | 3     | Harumi Kohara                |
| 1992   | Canadian Open     | Damendoppel | 3     | Hisako Mizui / Harumi Kohara |
| 1992   | Canadian Open     | Dameneinzel | 5     | Harumi Kohara                |
| 1992   | Olympia           | Damendoppel | 9     | Hisako Mizui / Harumi Kohara |
| 1992   | Olympia           | Dameneinzel | 17    | Harumi Kohara                |